# Basilika Mariä Heimsuchung (Siklós)

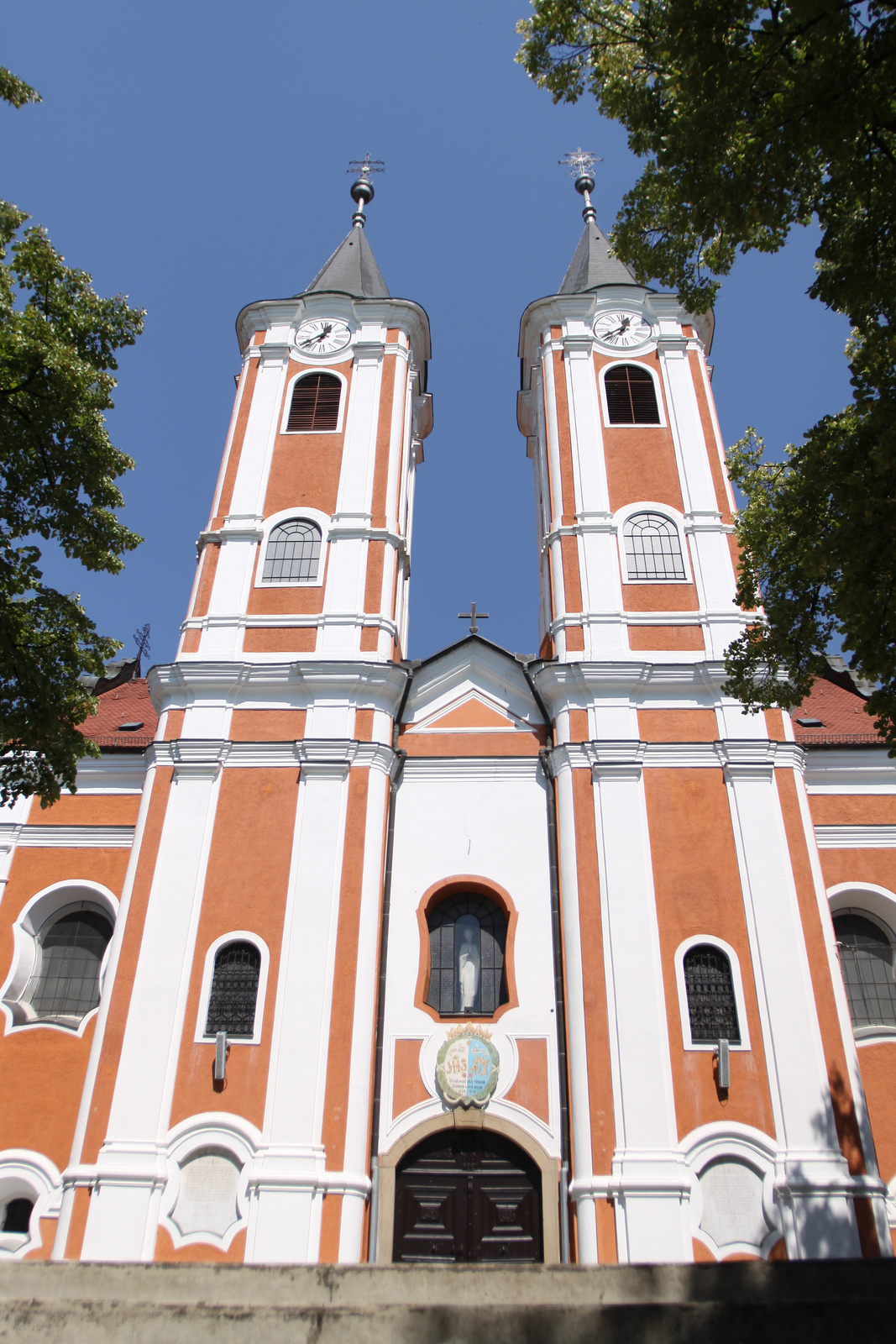
Turmfassade der Kirche von Máriagyűd

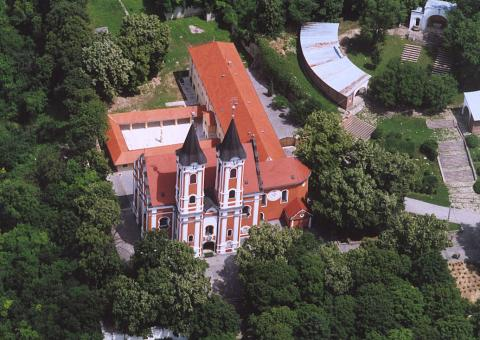
Luftbild der Basilika

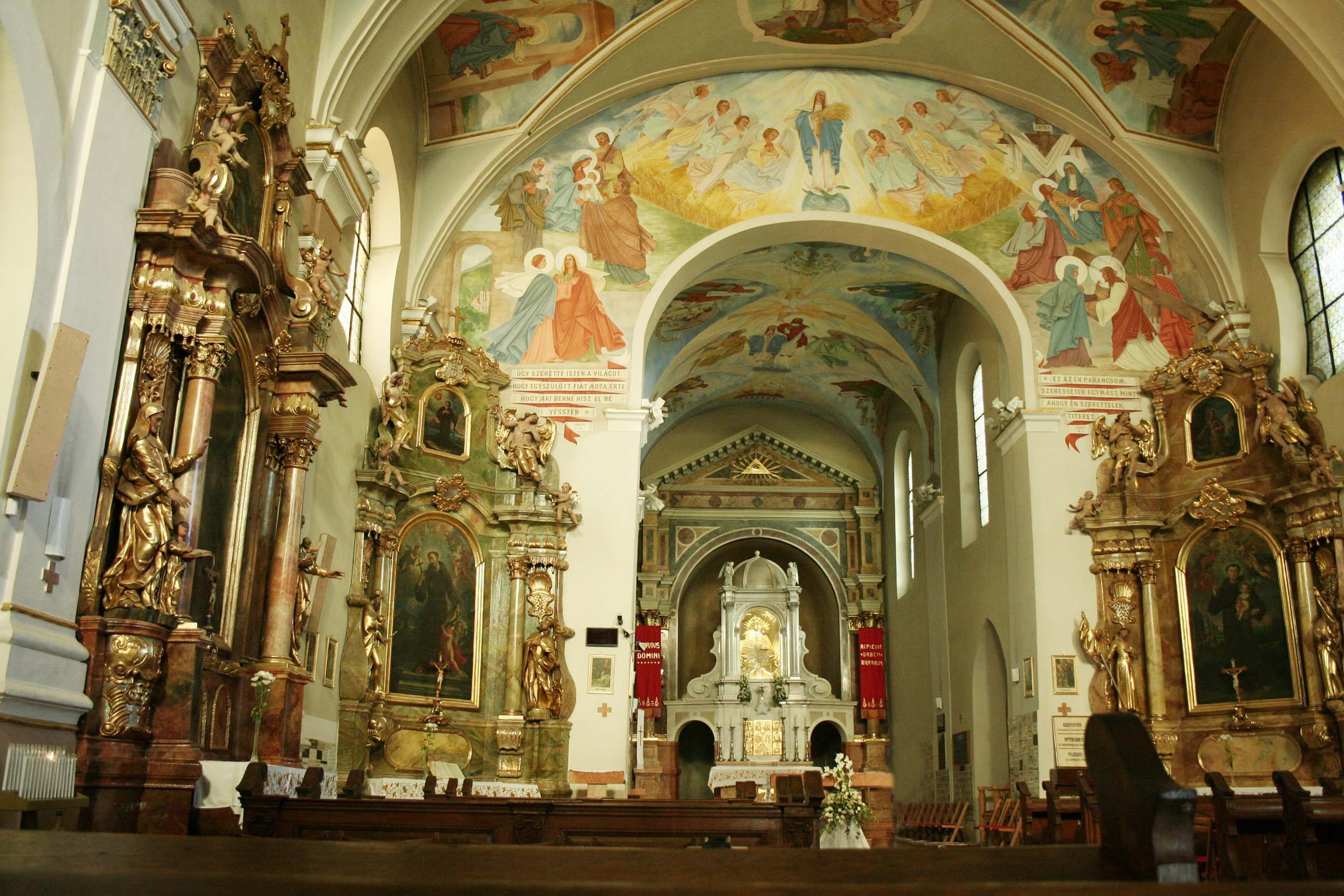
Innenraum der Basilika

Die Basilika Mariä Heimsuchung (ungarisch Sarlós Boldogasszony-kegytemplom) ist eine römisch-katholische Kirche im Stadtteil Mariagyűd von Siklós im Süden Ungarns. Die Wallfahrtskirche im Bistum Pécs steht unter dem Patrozinium Mariä Heimsuchung trägt den Titel einer Basilica minor. und ist denkmalgeschützt.

## Geschichte
1006 soll von der Abtei Pécsvárad bei einer Quelle in der Nähe der alten Römerstraße Osijek-Pécs eine erste Kapelle gebaut worden sein, in der eine Marienstatue aufgestellt wurde. 1148 wurde hier eine Kirche errichtet. Diese Kirche wurde nach dem Einfall der Türken 1543 zu einer Moschee umgewandelt, später wurde sie auch griechisch-orthodox und calvinistisch genutzt. Nach der Vertreibung der Türken durch die Schlacht bei Mohács 1687 wurde die Kirche wieder römisch-katholisch und die Franziskaner kamen nach Gyűd, wo zu dieser Zeit von einer Marienerscheinung berichtet wurde.
Die heutige Gnadenstatue wurde 1713 von Bischof Ferenc Nesselrod geschenkt. Die Kirche wurde 1739 und 1742 vergrößert und barockisiert, zugleich wurde das Franziskanerkloster gebaut. Papst Pius VII. genehmigte die Wallfahrt im Jahr 1805. 1846 erklärte Bischof János Szcitovszky Máriagyűd offiziell zum Gnadenort. Die Kirche wurde 1921 unter Denkmalschutz gestellt. 1950 übernahmen Diözesanpriester nach Auflösung der Ordensgemeinschaften die Betreuung. 1964 wurde die Kirche innen renoviert, in den 1980er Jahren konnten auch die Außenfassaden erneuert werden. Im Jahr 2008 erhob Papst Benedikt XVI. die Kirche in den Rang einer Basilica minor.

## Architektur
Die barocke Kirche wurde einschiffig ausgeführt. Bei einer Länge von 37 Metern und einer Breite von 14 Metern hat sie eine Höhe von 22 Metern. Die Türme der Doppelturmfassade erreichen beide eine Höhe von 49 Metern. Der noch gotische Chor ist schmaler und wird durch einen Triumphbogen vom Kirchenschiff abgeteilt, auf ihm wird eine Darstellung der Marienerscheinung gezeigt. Auch das Tonnengewölbe mit seinen Stichkappen ist farbenprächtig ausgemalt. Der teilweise marmorne Hauptaltar und die hölzernen Seitenaltäre rahmen die Kirche förmlich ein.
An die Basilika grenzt das Franziskanerkloster an. In der Nähe befindet sich eine zur Wallfahrtsstätte gehörende Quelle namens Szent Pál kútja. Daneben befindet sich ein Freiluftaltar (szabadtéri oltár). Oberhalb der Basilika liegt ein Kalvarienberg mit einer Kapelle. Mariagyűd ist das Ziel einer 420 km langen Wallfahrt von Esztergom.